# Мартынюк, Георгий Иванович
Гео́ргий Ива́нович Мартыню́к (5 мая 1913, Киев, Российская империя — 1 февраля 1981, Москва, СССР) — советский звукооператор.  Заслуженный работник культуры РСФСР (1975).

## Биография
Родился 5 мая 1913 года в Киеве.
Учился на курсах звукооператоров в Москве, в 1932 году поступил на работу на Киевскую кинофабрику, а в 1938-м — на Московскую фабрику звукозаписи, где работал над созданием радиотонфильмов.
Участник советско-финляндской войны 1939—1940 годов. В годы Великой Отечественной войны — техник-лейтенант, начальник звуковещательной станции на 1-м Прибалтийском фронте. Член ВКП(б) с 1946 года.
После войны работал над записью оркестровых фонограмм к художественным фильмам, а затем с 1950—1980 годах был звукооператором киностудии «Союзмультфильм». Кроме того, Мартынюк участвовал в дублировании более 30 иностранных художественных фильмов на русский язык.
Умер 1 февраля 1981 года в Москве.

## Награды и звания
- Медаль «За победу над Германией в Великой Отечественной войне 1941—1945 гг.»
- Два ордена Красной Звезды (20.1.1944, был представлен к ордену Отечественной войны II степени; 10.8.1944)
- Заслуженный работник культуры РСФСР (1975)[3].

## Фильмография
- 1951 — Помни и соблюдай правила пожарной безопасности
- 1952 — Аленький цветочек
- 1952 — Зай и Чик
- 1952 — Сармико
- 1953 — Сестрица Алёнушка и братец Иванушка
- 1953 — Храбрый Пак
- 1954 — Царевна-Лягушка
- 1954 — Два жадных медвежонка
- 1954 — Злодейка с наклейкой
- 1954 — Козёл-музыкант
- 1954 — На даче
- 1954 — Опасная шалость
- 1954 — Соломенный бычок
- 1954 — Три мешка хитростей
- 1955 — Мишка-задира
- 1955 — Ореховый прутик
- 1955 — Петушок — золотой гребешок
- 1955 — Упрямое тесто
- 1955 — Четыре монеты
- 1956 — Гадкий утёнок
- 1956 — Миллион в мешке
- 1957 — В некотором царстве
- 1957 — Волк и семеро козлят
- 1957 — Песня о дружбе
- 1957 — Почему ушёл котёнок
- 1957 — Сказка о Снегурочке
- 1958 — Краса ненаглядная
- 1958 — Лиса и волк
- 1958 — Мы за солнышком идём
- 1958 — Три медведя
- 1959 — Приключения Буратино
- 1959 — Вернулся служивый домой
- 1959 — Новогоднее путешествие
- 1959 — Пересолил
- 1960 — Винтик и Шпунтик — весёлые мастера
- 1960 — Конец Чёрной топи
- 1960 — Машенька и медведь
- 1960 — МуК (Мультипликационный Крокодил) № 2
- 1960 — Мурзилка и великан
- 1960 — Петя-петушок
- 1960 — Тринадцатый рейс
- 1961 — Дорогая копейка
- 1961 — Заокеанский репортёр
- 1961 — Кто самый сильный?
- 1961 — МуК (Мультипликационный Крокодил) № 6
- 1961 — Новичок
- 1961 — Три пингвина
- 1961 — Незнайка учится
- 1962 — История одного преступления
- 1962 — Кто сказал «мяу»?
- 1962 — Мир дому твоему
- 1962 — Обида
- 1962 — Светлячок № 2
- 1962 — Случай с художником
- Фитиль № 2(Клубок)- 19621963 — Проверьте ваши часы
- 1963 — Беги, ручеёк
- 1963 — Мы такие мастера
- 1963 — Светлячок № 4. Наш карандаш
- 1963 — Сказка о старом кедре
- 1963 — Как котёнку построили дом
- 1963 — Следопыт
- 1964 — Алёшины сказки
- 1964 — Дюймовочка
- 1964 — Дядя Стёпа — милиционер
- 1964 — Кто поедет на выставку?
- 1964 — Лягушонок ищет папу
- 1964 — На краю тайны
- 1964 — Новый дом
- 1964 — Ситцевая улица
- 1964 — Следы на асфальте
- 1964 — Топтыжка
- 1964 — Колобок («Фитиль» № 22)
- 1964 — Вдвое больше («Фитиль» № 27)
- 1964 — Кто виноват
- 1965 — Ваше здоровье
- 1965 — Гунан-Батор
- 1965 — Добрыня Никитич
- 1965 — За час до свидания
- 1965 — Каникулы Бонифация
- 1965 — Картина
- 1965 — Медвежонок на дороге
- 1965 — Пастушка и трубочист
- 1965 — Портрет
- 1965 — Светлячок № 6
- 1965 — Лягушка-путешественница
- 1966 — Букет
- 1966 — Главный Звёздный
- 1966 — Гордый кораблик
- 1966 — Жил-был Козявин
- 1966 — Потерялась внучка
- 1966 — Про бегемота, который боялся прививок
- 1966 — Про злую мачеху
- 1966 — Происхождение вида
- 1966 — Рай в шалаше
- 1966 — Самый, самый, самый, самый
- 1966 — Светлячок № 7
- 1966 — Согласованный пиджак («Фитиль» N 50)
- 1966 — Тимошкина ёлка
- 1966 — Человек в рамке
- 1967 — Варежка
- 1967 — Гора динозавров
- 1967 — Зеркальце
- 1967 — Как стать большим
- 1967 — Машинка времени
- 1967 — Маугли. Ракша
- 1967 — Межа
- 1967 — Паровозик из Ромашкова
- 1967 — Пророки и уроки
- 1967 — Сказки для больших и маленьких
- 1967 — Скамейка
- 1967 — Слонёнок
- 1967 — Шпионские страсти
- 1967 — Фитиль N55,,Разберём-соберём"
- N58,, А вот и я!« ,
- N61,, Зайкины рога»
- 1968 — Козлёнок, который считал до десяти
- 1968 — Кот в сапогах
- 1968 — Маугли. Похищение
- 1968 — Русалочка
- 1968 — Соперники
- 1968 — Старые заветы
- 1968 — Стеклянная гармоника
- 1968 — Фильм, фильм, фильм
- 1968 — Самый большой друг
- 1968 — Хочу бодаться
- 1968 — Калейдоскоп-68
- 1968 — Фитиль N69,,Собственник,, ; N71,,Дважды два,,
- 1969 — Украденный месяц
- 1969 — Балерина на корабле
- 1969 — Ну, погоди! (выпуск 1)
- 1969 — Винни-Пух
- 1969 — Вятская лошадка
- 1969 — Капризная принцесса
- 1969 — Крокодил Гена
- 1969 — Крылья дядюшки Марабу
- 1969 — Лиса, медведь и мотоцикл с коляской
- 1969 — Маугли. Последняя охота Акелы
- 1969 — Снегурка
- 1969 — Солнечное зёрнышко
- 1969 — Фальшивая нота
- 1969 — Что такое хорошо и что такое плохо
- 1969 — Бегуны и опекуны («Фитиль» № 84)
- 1969 — Совесть заела («Фитиль» № 90)
- 1970 — Внимание! Волки!
- 1970 — Катерок
- 1970 — Лесная хроника
- 1970 — Кентервильское привидение
- 1970 — Ну, погоди! (выпуск 2)
- 1970 — По собственному желанию («Фитиль» № 97)
- 1970 — Синяя птица
- 1970 — Сказка сказывается
- 1970 — Сладкая сказка
- 1970 — Это в наших силах
- 1971 — Как ослик счастье искал
- 1971 — Калейдоскоп-71
- 1971 — Ну, погоди! (выпуск 3)
- 1971 — Огонь
- 1971 — Сердце
- 1971 — Старая фотография
- 1971 — Слово о хлебе
- 1971 — Только для взрослых (выпуск 1)
- 1971 — Чебурашка
- 1971 — Из-за царапины («Фитиль» № 115)
- 1971 — Ну, погоди! (выпуск 4)
- 1971 — Глухарь («Фитиль» № 106)
- 1972 — Винни-Пух и день забот
- 1972 — Волшебная палочка
- 1972 — Выше голову!
- 1972 — Индекс
- 1972 — Край, в котором ты живёшь
- 1972 — Мама
- 1972 — Новогодняя сказка
- 1972 — Ну, погоди! (выпуск 5)
- 1972 — Песня о юном барабанщике
- 1972 — Плюс электрификация
- 1972 — Фаэтон сын Солнца
- 1972 — Фока — на все руки дока
- 1973 — Ну, погоди! (выпуск 6)
- 1973 — Аврора
- 1973 — Волшебные фонарики
- 1973 — Детство Ратибора
- 1973 — На юг, на юг…
- 1973 — Новеллы о космосе
- 1973 — Новые большие неприятности
- 1973 — Ну, погоди! (выпуск 7)
- 1973 — Остров
- 1973 — Песня о дружбе
- 1973 — Равновесие страха
- 1973 — Только для взрослых (выпуск 2)
- 1973 — Жизненный опыт («Фитиль» N 135)
- 1973 — Музыкальный эксперимент («Фитиль» № 134)
- 1973 — Маугли
- 1974 — Дарю тебе звезду
- 1974 — Дорогой утиль («Фитиль» № 147)
- 1974 — Молодильные яблоки
- 1974 — Пони бегает по кругу
- 1974 — С бору по сосенке
- 1974 — Таланты и поклонники («Фитиль» № 146)
- 1974 — Шапокляк
- 1975 — Василиса Микулишна
- 1975 — В гостях у гномов
- 1975 — На лесной тропе
- 1975 — Наследство волшебника Бахрама
- 1975 — Фантик (Первобытная история)
- 1975 — Я вспоминаю…
- 1975 — Илья Муромец. Пролог
- 1976 — Как дед великое равновесие нарушил
- 1976 — Лоскуток
- 1976 — Ну, погоди! (выпуск 9)
- 1976 — Ну, погоди! (выпуск 10)
- 1976 — Переменка № 1
- 1976 — Храбрец-удалец
- 1978 — Ограбление по…
- 1979 — Переменка № 2

#### Посмертная премьера
- 1981 — Пёс в сапогах